# Hypotrachelion
Hypotrachelion (Neutrum; von altgriechisch ὑπό hypó, deutsch ‚unter, darunter‘ und τράχηλος tráchelos, deutsch ‚Hals‘) ist die griechische Bezeichnung für den Säulenhals dorischer Säulen, der unterhalb der Halseinschnürung des Säulenschaftes am Übergang zum Kapitell liegt. Es ist der Teil der dorischen Säule, der zwischen den ringförmigen Einkerbungen am oberen Ende des Säulenschaftes und dem eigentlichen Kapitellpolster, dem Echinus, vermittelt. Diese Einkerbungen am Säulenschaft, die auch nur aufgemalt gewesen sein konnten, wurden früher oft als Scamillus bezeichnet, sind besser aber als Hypotrachealbänder anzusprechen.
Das Hypotrachelion ist dem Kapitell als Werkstück immer angearbeitet und wie der Säulenschaft kanneliert. In der Frühzeit der dorischen Ordnung, am Anfang des 6. Jahrhunderts v. Chr., besaß die Zone, die das Hypotrachelion abschloss und zum Kapitellansatz vermittelte, blattverzierte Ringe aus Bronze – etwa am Artemistempel auf Korfu – oder in den Stein eingearbeitete überhängende Blattornamente – etwa am älteren Porostempel der Aphaia auf Ägina, um den abrupten Übergang von Säulenschaft zu Echinus zu mildern. In der Folge verschwindet diese Betonung des Überganges aber, und mit einer zunehmend linear werdenden Verjüngung der Säulenschäfte bei gleichzeitig straffer emporwachsenden Kapitellpolstern entfällt auch die Notwendigkeit, zwischen dem wegen seiner Entasis leicht 'konvex' gekrümmten Schaft und dem ausladenden Kapitell einen konkav gebildeten und verzierten Übergang zwischen Säule und Kapitell zu schaffen.